# منزل عيقري (السياني)

تعديل مصدري - تعديل

منزل عيقري هي إحدى قرى عزلة الهادس بمديرية السياني التابعة لمحافظة إب، بلغ تعداد سكانها 1200 نسمة حسب تعداد اليمن لعام 2004.